# Molophilus gubara
Molophilus gubara är en tvåvingeart som beskrevs av Günther Theischinger 1994. Molophilus gubara ingår i släktet Molophilus och familjen småharkrankar. Inga underarter finns listade i Catalogue of Life.